# فضای مرده (بازی موبایل)
فضای مرده (تلفن همراه) (انگلیسی: Dead Space (mobile)) یک بازی ویدئویی تیراندازی سوم شخص تک‌نفره برای سکوهای آی‌اواس، بلک‌بری پلی‌بوک، اکس‌پریا پلی، اندروید و بلک‌بری ۱۰ می‌باشد که توسط آیرون‌مانکی استودیوز توسعه و الکترونیک آرتس نشر پیدا کرده است.
اتفاقات این بازی در سری فضای مرده پس از فضای مرده (۲۰۰۸) و قبل از فضای مرده ۲ (۲۰۱۱) اتفاق می‌افتد.